# Авенција
Авенција (лат. Aventia) је богиња келтског пантеона. Највероватније је била речно божанство.